# Аркану
Аркану (рум. Arcanu) — село у повіті Бузеу в Румунії. Входить до складу комуни Скутелніч.
Село розташоване на відстані 83 км на північний схід від Бухареста, 36 км на південь від Бузеу, 104 км на південний захід від Галаца, 141 км на південний схід від Брашова.

## Населення
За даними перепису населення 2002 року у селі проживали 473 особи, усі — румуни. Усі жителі села рідною мовою назвали румунську.